# 10305 Grignard
10305 Grignard eller 1989 YP5 är en asteroid i huvudbältet som upptäcktes den 29 december 1989 av den belgiske astronomen Eric W. Elst vid Haute-Provence-observatoriet. Den är uppkallad efter den belgiske artisten Ferre Grignard.
Asteroiden har en diameter på ungefär 11 kilometer.